# Jakub Zemaník
Jakub Zemaník (* 21. Juni 1995) ist ein tschechischer Langstreckenläufer.

## Sportliche Laufbahn
Erste internationale Erfahrungen sammelte Jakub Zemaník im Jahr 2014, als er bei den Juniorenweltmeisterschaften in Eugene im 10.000-Meter-Lauf in 31:06,76 min Rang 22 erreichte. 2017 nahm er im 3000-Meter-Lauf an den Halleneuropameisterschaften in Belgrad teil, erreichte mit 8:14,50 min aber nicht das Finale. Bei den Leichtathletik-Europameisterschaften 2018 in Berlin gelangte er über 10.000 Meter nicht bis ins Ziel und im Jahr darauf belegte er bei der Sommer-Universiade in Neapel in 14:20,41 min im 5000-Meter-Lauf den siebten Platz. Bei den Crosslauf-Europameisterschaften 2019 in Lissabon belegte er nach 32:58 min Rang 62.
2015 wurde Zemaník tschechischer Hallenmeister im 3000-Meter-Lauf.

## Persönliche Bestzeiten
- 3000 Meter: 8:09,63 min, 13. Juni 2018 in Ostrava
  - 3000 Meter (Halle): 8:03,60 min, 14. Februar 2017 in Ostrava
- 5000 Meter: 13:50,61 min, 25. Mai 2019 in Oordegem
- 10.000 Meter: 29:10,43 min, 19. Mai 2018 in London